# Didier Priem
Didier Priem (Roeselare, 16 juni 1969) is een Belgisch voormalig wielrenner.

## Belangrijkste overwinningen
1988
- Internatie Reningelst

1989
- Kortrijk Koerse

1990
- Gent-Staden

1991
- Omloop van het Houtland

1993
- Omloop van de Westhoek

## Resultaten in voornaamste wedstrijden
| Jaar | Gent-Wevelgem | Kuurne-Brussel-Kuurne |
| ---- | ------------- | --------------------- |
| 1991 | 9e            | 9e                    |